# اشتغال بخش غیرکشاورزی

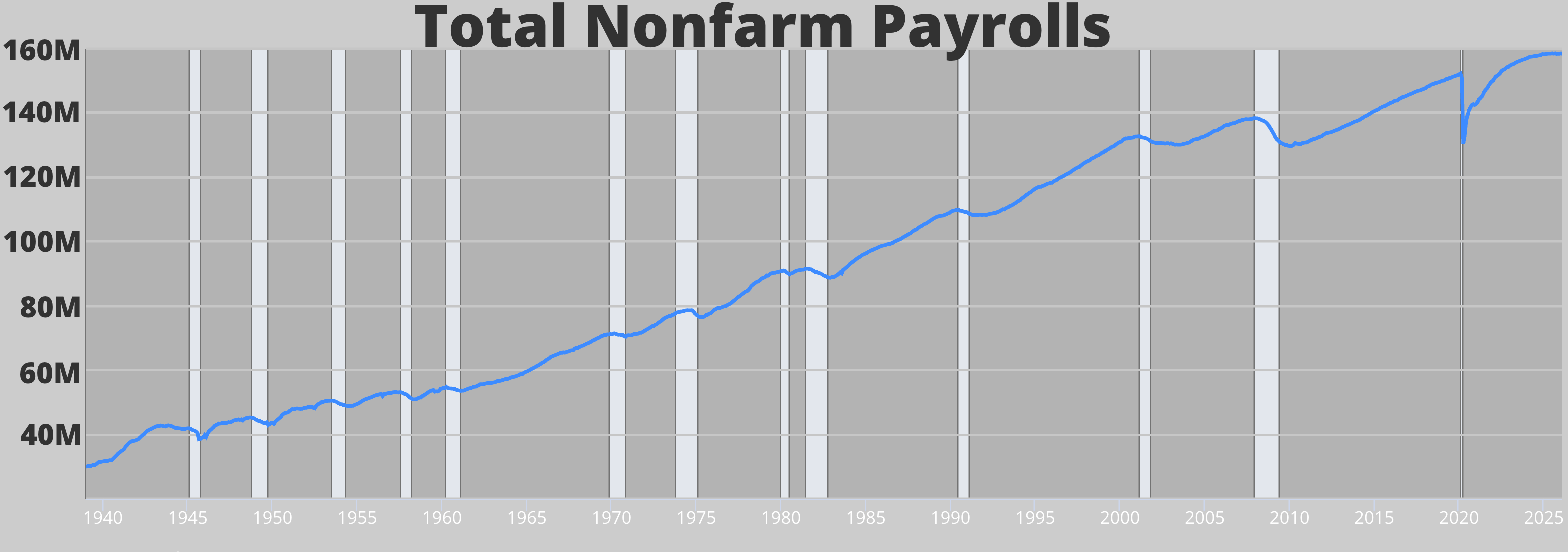
کل اشتغال بخش غیرکشاورزی

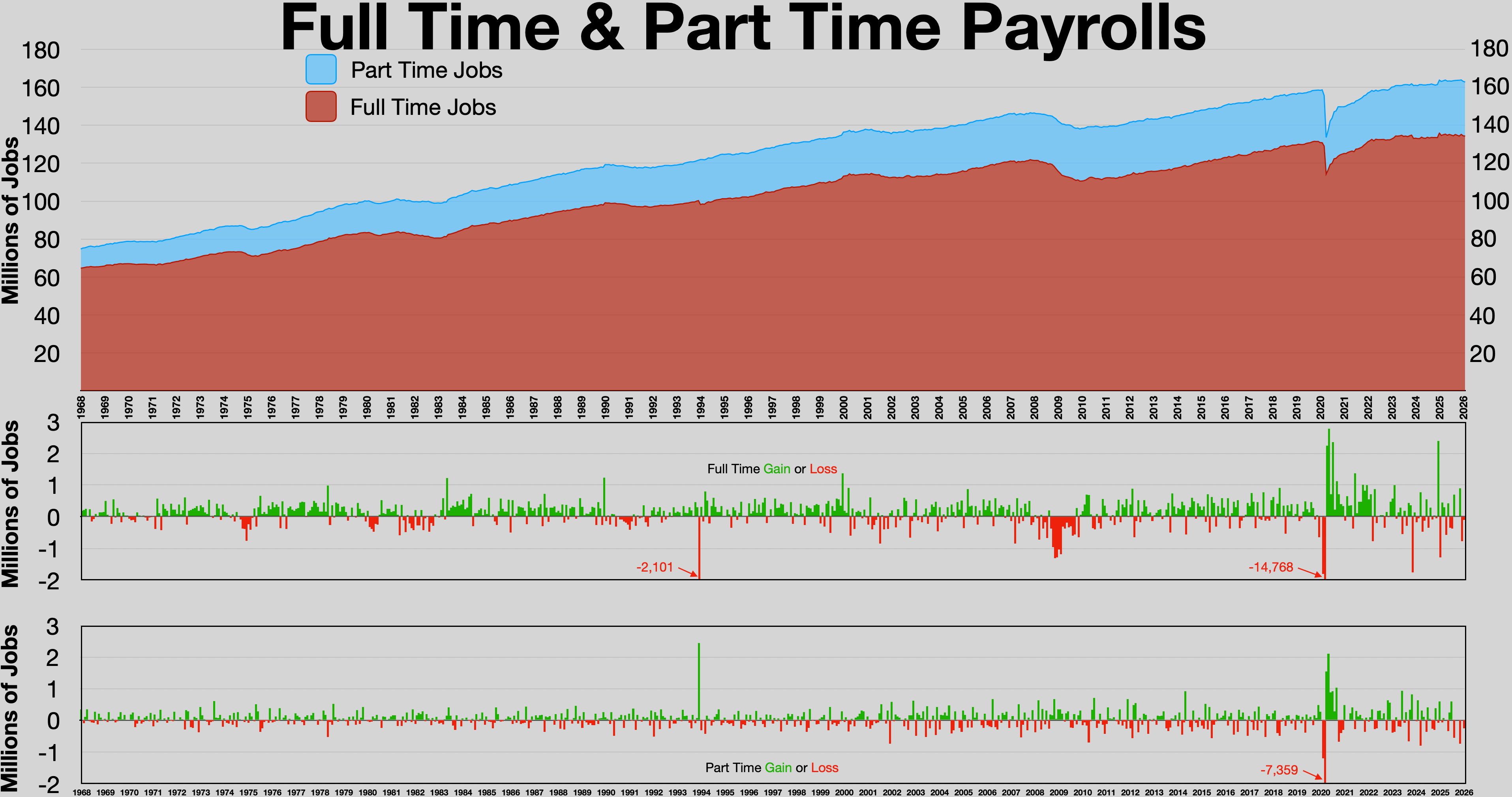
کل حقوق و دستمزد تمام وقت و پاره وقت مشاغل پاره وقت
مشاغل تمام وقت

اشتغال بخش غیرکشاورزی (به انگلیسی: Nonfarm payroll employment؛ مخفف: NFP) به تعداد مشاغل غیرکشاورزی ایجاد شده طی یک ماه گذشته در ایالات متحده می‌گویند. تقریباً ۸۰٪ از نیروی کار را حقوق و دستمزدهای غیرکشاورزی تشکیل می‌دهند و این شاخص کارگران مزرعه، کارمندان خانوارهای خصوصی، کارکنان نظامی یا سازمان‌های غیرانتفاعی را که به‌طور فعال خدمت می‌کنند، شامل نمی‌شود. تقریباً ۱۳۱۰۰۰ کسب‌وکار و سازمان دولتی که به حدود ۶۷۰۰۰۰ کارگاه می‌رسد برای این شاخص به صورت ماهانه مورد بررسی قرار می‌گیرند.
ان‌اف‌پی یک شاخص آماری و اقتصادی تأثیرگذار است که هر ماه توسط وزارت کار ایالات متحده به عنوان بخشی از یک گزارش جامع در مورد وضعیت بازار کار منتشر می‌شود.
دارایی‌های مالی که بیشتر تحت تأثیر داده‌های ان‌اف‌پی قرار می‌گیرند شامل دلار آمریکا، سهام و طلا است. بازارها در زمان انتشار داده‌های ان‌اف‌پی خیلی سریع و اکثر اوقات به شکلی بسیار بی‌ثبات واکنش نشان می‌دهند. حرکات کوتاه مدت بازار نشان می‌دهد که همبستگی بسیار قوی بین داده‌های ان‌اف‌پی و قدرت دلار آمریکا وجود دارد. داده‌های تاریخچه نوسانات قیمت، همبستگی منفی کوچکی را بین داده‌های ان‌اف‌پی و شاخص دلار آمریکا نشان می‌دهد.